# القرموطي
القرموطي هي شخصية خيالية كوميدية أداها الممثل المصري أحمد آدم، وحازت إعجاب المشاهدين بهيئتها الغريبة المضحكة وبأسلوبها الرائع في الحديث بشكل كوميدي.
ظهرت الشخصية لأول مرة في مسلسل سر الأرض والذي عرض في التسعينيات، كما ظهر أحمد آدم بها مرة أخرى عام 1998 في مسلسل القرموطي في مهمة سرية، وقدم الشخصية مرة ثالثة في فيلم معلش إحنا بنتبهدل الذي يعد من أفلام الكوميديا السياسية عام 2005، وقد أعاد أحمد آدم استخدام الشخصية في فيلمي القرموطي في أرض النار عام 2017 وقرمط بيتمرمط عام 2019.

## البداية
صرح الفنان احمد ادم إن شخصية القرموطي أخذ محتوياتها من شخصيات مختلفة حيث أخذ الصوت من شخص وطريقة الحديث من شخص آخر، وكان يستخدم هذه الشخصية للتعليق على الأحداث بشكل عام، وظهر لأول مرة في التلفزيون في مسلسل «سر الأرض» عام 1991. وقد شجعه المخرج أحمد بدر الدين على أداء شخصية القرموطي في المسلسل.

## ملامح الشخصية
تتميز شخصية القرموطي الشكلية بالصلع مع وجود شعر كثيف في رأسه، وكذلك شارب ضخم وكثيف يخلط بين اللونين الأبيض والأسود، ويرتدي دائماً الجلباب الريفي المصري ذي الألوان الأحادية (بالأزرق أو الأخضر الغامق).

## سمات الشخصية
تتميز الشخصية بالعصبية أثناء التحدث، محبة للظهور وادعاء الشهرة والإنجازات ويكذب كثيراً، يتسم بالنرجسية والتهديد الدائم، وهو ما يخلق حالة من كوميديا الموقف، خاصة أسلوب كلام هزلي يثير الضحك عند المشاهد، ويوهم الأشخاص من حوله بأنه ذو أهمية كبيرة وذو شأن عظيم، لكنه في الواقع ليس إلا ادعاء غير حقيقي منه.

## أعمال ظهرت فيها الشخصية
1. سر الأرض
2. مسلسل القرموطي في مهمة سرية
3. فيلم معلش احنا بنتبهدل
4. فيلم القرموطي في أرض النار
5. فيلم قرمط بيتمرمط 2019